# Saint-Germain-Lavolps
Saint-Germain-Lavolps é uma comuna francesa na região administrativa da Nova Aquitânia, no departamento de Corrèze. Estende-se por uma área de 21,89 km². Em 2010 a comuna tinha 89 habitantes (densidade: 4,1 hab./km²).